# Pianopoli
Pianopoli és un municipi italià, situat a la regió de Calàbria i a la província de Catanzaro. L'any 2010 tenia 2.542 habitants. Limita amb els municipis d'Amato, Feroleto Antico, Maida, Marcellinara i Serrastretta.

## Administració
| Període | Identitat     | Partit        |
| ------- | ------------- | ------------- |
| 2004-   | Gianluca Cuda | Llista Cívica |